# Eugenio Garzón (periodista)
Eugenio Garzón (Entre Ríos, Argentina, 17 de abril de 1849-París, 1940) fue un periodista y escritor argentino con gran actividad en Uruguay habiendo sido el director del diario El Heraldo de Montevideo.

## Biografía
Sus padres fueron el general Eugenio Garzón y Ángela Furriol, que al momento de su nacimiento se encontraban en la provincia de Entre Ríos, Argentina. Cuando contaba con veinte años se radicó en Buenos Aires y comenzó su actividad periodística en el diario El Nacional. Cuando en Uruguay asumió la presidencia Julio Herrera y Obes se mudó a Montevideo donde estuvo al frente del diario El Heraldo junto a Antonio Bachini. Entre 1890 y 1894 cumplió funciones como secretario de la Presidencia. Con el golpe de Estado de Juan Lindolfo Cuestas se fue exiliado a Buenos Aires y luego se fue a París donde escribió en el diario Le Figaro sobre temas de Latinoamérica.
Utilizó el seudónimo de El Reportado para publicar algunos de sus artículos y editoriales

## Obras
- Jean Orth
- Une campagne L 'Europe dans Amerique Latine
- Les Délegués Sud-Americaines au Congrés de la Haye
- La flecha del charrúa

## Premios
Fue distinguido por el gobierno francés con el grado de Caballero de la Legión de Honor.